# Проєктивна геометрія
Проєкти́вна геоме́трія — розділ геометрії, який вивчає проєктивні площини та проєктивний простір.
При аксіоматичній побудові проєктивної площини постулюється обов'язковий перетин двох різних прямих, замість аксіоми існування єдиної паралельної у геометрії Евкліда. Таким чином на проєктивній площині дві різні точки визначають пряму, дві різні прямі визначають точку. Це породжує головну особливість проєктивної геометрії — принцип дуальності, який додає витончену симетрію для багатьох конструкцій. Проєктивна геометрія може вивчатися як з чисто геометричної точки зору, так з аналітичної (за допомогою однорідних координат) і з алгебраїчної, розглядаючи проєктивну площину як структуру над полем. Часто, і історично, дійсна проєктивна площина розглядається як евклідова площина з додаванням «прямої у нескінченності».
Проєктивна геометрія доповнює евклідову, надаючи красиві і прості рішення для багатьох завдань, ускладнених присутністю паралельних прямих. Особливо проста й витончена проєктивна теорія конічних перетинів.

## Історія
Хоча деякі результати, які тепер зараховані до проєктивної геометрії, виходять з робіт таких давньогрецьких геометрів, як Папп Александрійський, проєктивна геометрія як така народилася в XVII столітті з прямої перспективи в живописі і архітектурному кресленні. Ідея безмежно далеких точок, в яких перетинаються паралельні прямі, з'явилася незалежно у французького архітектора Жерара Дезарга і  німецького астронома Йоганна Кеплера. Дезарга навіть запропонував, що може існувати пряма, що складається виключно з нескінченно віддалених точок.
В XIX столітті інтерес до цієї області відродився завдяки працям Жана-Віктора Понселе та Мішеля Шаля. Понселе вивів проєктивний простір з Евклідового, додавши пряму в нескінченності, на якій перетинаються всі площини, паралельні даній, і довів принцип дуальності. Шаль продовжив і значно поглибив праці Понселе. Пізніше Карл фон Штаудта створив чисто синтетичну аксіоматизацію, об'єднуючи ці прямі з рештою.
У кінці XIX століття Фелікс Клейн запропонував використовувати для проєктивної геометрії однорідні координати, які раніше запровадили Мебіус, Плюккер і Фейєрбах.

## Термінологія
Основні, залишені без визначення в стандартній аксіоматизації, поняття проєктивної геометрії — це точка та пряма. Сукупність точок на прямій називається рядом, а сукупність прямих, що проходять крізь точку — пучком. Сукупність точок на прямих у пучку A, що перетинаються з прямою BC, визначає  площину  ABC. Принцип дуальності свідчить, що будь-яка конструкція проєктивної геометрії в n-вимірному просторі залишається вірною, якщо в усіх випадках замінити (k)-вимірні конструкції на (n- k-1)-вимірні. Так, будь-яка конструкція в проєктивній площині залишається вірною, якщо замінити точки на прямі і прямі на точки.
Перетворення ряду прямих X в пучок точки x, що не знаходиться в цьому ряду, або навпаки, ідентифікує кожну точку в ряді з прямою з пучка, що її перетинає, і позначається X⌅x . Послідовність з декількох таких перетворень (з ряду в пучок, потім назад в ряд, і так далі) називається проєктивністю. Перспективність — це послідовність з двох проєктивностей (пишетьсяX⌆X). Перспективність двох прямих проходить крізь центр O, а перспективність двох точок — крізь вісь o. Точка інваріантна по відношенню до проєктивності, якщо проєктивність перетворює її в ту ж точку.
 Трикутник  — це частина площини, обмежена трьома точками, з'єднаними попарно прямими. Повний чотирикутник — це частина площини, обмежена чотирма точками (вершини), що знаходяться в цій площині, з яких жодні три не колінеарними, з'єднаними попарно прямими. Перетин двох із цих прямих, які не є вершинами, називається діагональною точкою. Повний чотиригранник визначається аналогічно, але з точками замість прямих і прямими замість точок. Аналогічно можна визначити повний n-кутник і повний n-гранник.
Два трикутники перспективні якщо вони можуть бути з'єднані за допомогою перспективності, тобто їхні грані перетинаються на колінеарними точках (перспективність крізь пряму) або їхні вершини з'єднані конкурентними прямими (перспективність крізь точку).

## Основні підходи
Є три головних підходи до проєктивної геометрії: незалежна аксіоматизація, доповнення Евклідової геометрії, і структура над полем.

### Аксіоматизація
Проєктивний простір можна визначити за допомогою різного набору аксіом. Коксетер надає такі:
1. Існує пряма і точка не на ній.
2. На кожній прямий є принаймні три точки.
3. Через дві точки можна провести рівно одну пряму.
4. Якщо A, B, C, і D — різні точки і AB і CD перетинаються, то AC і BD перетинаються.
5. Якщо ABC — площина, то існує принаймні одна точка не в площині ABC.
6. Дві різні площини перетинаються принаймні в двох точках.
7. Три діагональні точки повного чотирикутника не є колінеарними.
8. Якщо три точки на прямій X інваріантні по відношенню до проєктивної φ, то всі точки на X інваріантні по відношенню до φ.

Проєктивна площина (без третього виміру) визначається дещо іншими аксіомами:
1. Через дві точки можна провести рівно одну пряму.
2. Будь-які дві прямі перетинаються.
3. Існує чотири точки, з яких немає трьох колінеарних.
4. Три діагональні точки повних чотирикутників не є колінеарними.
5. Якщо три точки на прямій X інваріантні по відношенню до проєктивної φ, то всі точки на X інваріантні по відношенню до φ.
6. Теорема Дезарга: Якщо два трикутника перспективні крізь точку, то вони перспективні крізь пряму.

При наявності третього виміру, теорема Дезарга може бути доведена.

### Доповнення Евклідової геометрії
Історично, проєктивний простір був вперше визначено, як доповнення евклідового простору ідеальним елементом — нескінченно віддаленої площини. Кожна точка на цій площині відповідає напрямку в просторі і є місцем перетину всіх прямих цього напрямку.
Проєктивна геометрія починається тоді, коли ми забуваємо про нескінченну віддаленість «ідеальних» точок, прямих і площини, і починаємо розглядати їх абсолютно на рівних умовах зі «звичайними» евклідовими точками, прямими і площинами.

### Структура над полем
N-вимірний проєктивний простір над полем F визначається за допомогою системи однорідних координат над F, тобто множини ненульових (n+1) — векторів з елементів F. Точка і пряма визначаються як множина векторів, що відрізняються множенням на константу. Точка x знаходиться на прямій X якщо скалярний добуток X ⋅ x = 0. Таким чином, маючи пряму X, ми можемо визначити лінійне рівняння X ⋅ x = 0, що визначає ряд точок на X . З цього випливає, що точки x, y, і z є колінеарними, якщо X ⋅ x = X ⋅ y = X ⋅ z = 0 для будь-якої прямої X.
Однорідні координати дають можливість наглядно представити модель проєктивного простору. Оскільки однорідний вектор визначає (і тотожний) прямій, що проходить через початок координат, то точками n-вимірного проєктивного простору є прямі, що проходять через початок координат n+1-вимірного евклідового простору. У найпростішому випадку,
- точки 2-вимірної проєктивної площини — прямі, що проходять через початок координат 3-вимірного евклідового простору
- прямі цієї 2-вимірної проєктивної площини — це площини 3-вимірного евклідового простору, що проходять через початок координат.

Кожні дві проєктивні точки (тобто дві різні евклідові прямі) визначають проєктивну пряму (тобто евклідову площину, що проходять через початок координат). Кожні дві проєктивні прямі (тобто дві евклідові площини, що проходять через початок координат) перетинаються у проєктивній точці (іншими словами, перетином двох евклідових площин, що проходять через початок координат, є евклідова пряма, що проходять через початок координат).

## Важливі теореми
- Теорема Дезарга
- Теорема Паппа
- Теорема Паскаля
- Теорема Бріаншона